# Dom Szwajcarski z Braniewa
Dom Szwajcarski z Braniewa – zabytek architektury, obiekt wzniesiony w 1853 przy ul. Królewieckiej w Braniewie, zdemontowany w 2009, od 2017 odtwarzany we wsi Topolno Małe w gminie Markusy.
20 grudnia 1991 roku budynek został wpisany do rejestru zabytków pod numerem 206/91.

## Historia

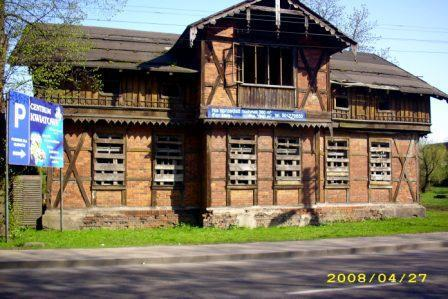
Budynek przed zdemontowaniem, 2008 rok

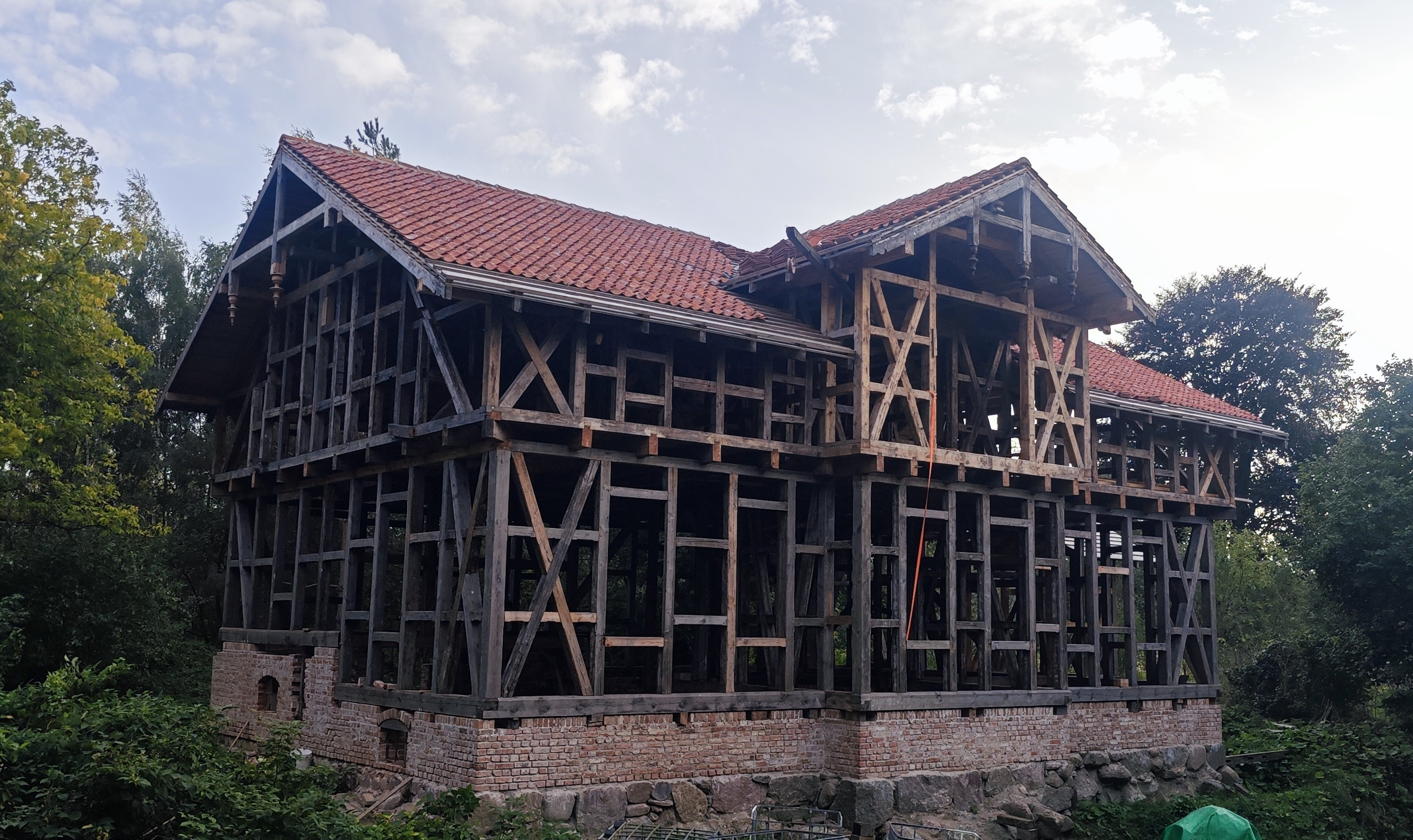
Dom Szwajcarski w Topolnie Małym (4.10.2023)

Budynek wzniesiony w 1853 na obrzeżach Braniewa pierwotnie pełnił funkcję zajazdu. Zbudowany został w konstrukcji ryglowej z wypełnieniem ceglanym (tzw. mur pruski) o wyraźnych cechach stylu szwajcarskiego. Posiadał wyjątkowo ozdobne polichromowanie elementów dekoracyjnych.
Po przemianach ustrojowych 1989 roku obiekt znajdował w posiadaniu osoby prywatnej i niszczał. Jako uciążliwy zabytek został sprzedany w 2009 roku. W tym samym roku został też zdemontowany w celu jego dyslokacji. Podczas prac demontażowych odnaleziono tabliczkę fundacyjną z datą 1853 oraz z nazwiskiem mistrza ciesielskiego Juliusa Grunewalda. Ze względu na brak dofinansowania ze strony państwa na translokację i prace konserwatorskie konstrukcji szachulcowej przez wiele lat pozostawał nieodtworzony.
Dopiero w 2017 roku rozpoczęto posadowienie zabytku w Topolnie Małym, w gminie Markusy w powiecie elbląskim. W 2022 Minister Kultury i Dziedzictwa Narodowego przyznał zabytkowej budowli dotację w wysokości 391 tys. zł na wykonanie prac konserwatorskich pokrycia dachowego, konserwację dekoracji snycerskich i konstrukcji ryglowej poddasza i więźby. Według stanu na marzec 2023 wykonane są kamienne fundamenty (według sztuki budowlanej kamienie kładzione na glinie, uzupełniane zaprawą wapienną, kleszczące się nawzajem, a nie na betonowych ławach). Na tych fundamentach postawiono szkielet konstrukcji ryglowej translokowanego Domu Szwajcarskiego, z wycinaniem tradycyjnych zamków ciesielskich i z drewna wycinanego zimą, sezonowanego.